# Halirages mixta
Halirages mixta är en kräftdjursart som beskrevs av Knud Hensch Stephensen 1931. Halirages mixta ingår i släktet Halirages och familjen Calliopiidae. Inga underarter finns listade i Catalogue of Life.